# 对叶茜草
对叶茜草（学名：Rubia siamensis），为茜草科茜草属下的一个植物种。种加名 siamensis 意为“暹罗的”。